# Nate Marquardt
Nathan Joel Marquardt (ur. 20 kwietnia 1979 w Lander) – amerykański zawodnik mieszanych sztuk walki (MMA), trzykrotny Król Pancrase w wadze średniej (2000, 2001, 2004) oraz mistrz Strikeforce (2012) w wadze półśredniej. Od 2013 związany z Ultimate Fighting Championship (UFC).

## Kariera MMA
W mieszanych sztukach walki oficjalnie zadebiutował 17 kwietnia 1999 w walce o tytuł World Vale Tudo Federation z Mikiem Lee, którego pokonał. Do końca roku wygrał turnieje Rumble in the Rockies oraz Bas Rutten Invitational gdzie pokonywał m.in. Bahamczyka Yvesa Edwardsa. Po krajowych sukcesach postanowił wyjechać do Japonii, gdzie związał się z tamtejszą federacją Pancrase. W debiucie 18 grudnia 1999 uległ Genkiemu Sudo przez poddanie.

### Pancrase[3]
24 września 2000 wygrał prestiżowym turnieju Pancrase Anniversary Show którego stawką było inauguracyjne mistrzostwo w wadze średniej. Tytuł bronił dwukrotnie po czym stracił go 1 grudnia 2001 na rzecz Kiumii Kunioku. 25 marca 2002 pokonał Kazuo Misakiego przez TKO (kontuzja łokcia Japończyka). 21 grudnia 2002 odzyskał tytuł Króla Pancrase nokautując Kunioku uderzeniem kolanem z wyskoku (tzw latające kolano) w 3. rundzie. Po jednej udanej obronie pasa ponownie stracił mistrzostwo (30 listopada 2003), tym razem na rzecz Brazylijczyka Ricardo Almeidy, który poddał Marquardta duszeniem gilotynowym na 7 sekund przed końcem 1. rundy.
W lipcu 2004 Almeida zwakował pas mistrzowski. Włodarze postanowili zestawić o zwakowane mistrzostwo Marquardta oraz Kazuo Misakiego. Do rewanżu oraz mistrzowskiego boju doszło 7 listopada 2004. Marquardt nie dał szans Misakiemu i wysoko pokonał go na punkty zostając trzeci raz Królem Pancrase oraz utrzymując status gwiazdy w federacji. W maju 2005 obronił mistrzostwo po czym zwakował tytuł i wrócił do kraju wiążąc się z Ultimate Fighting Championship.

### UFC
W UFC zadebiutował jeszcze w tym samym roku 6 sierpnia pokonując Ivana Salaverry'ego. Po walce okazało się, iż w organizmie Marquardta wykryto substancje nandrolon oraz sterydy anaboliczne lecz ostatecznie nie poniósł ówcześnie żadnych konsekwencji. Po kolejnych trzech zwycięstwach m.in. nad Deanem Listerem stoczył walkę o mistrzostwo wagi średniej z Brazylijczykiem Andersonem Silvą (7 lipca 2007 – UFC 73) lecz nie sprostał mu i przegrał przez TKO w 1. rundzie.
W latach 2008–2010 notował zwycięstwa m.in. nad Jeremym Hornem, Martinem Kampmannem czy Demianem Maią. 6 lutego 2010 na UFC 109 przegrał z Chaelem Sonnenem w eliminatorze do walki o pas. Po wygranej nad Rousimarem Palharesem (15 września 2010) ponownie stoczył walkę która miała wyłonić kolejnego pretendenta do walki o pas z Silvą. Rywalem był Japończyk Yūshin Okami, któremu Marquardt nie dał rady i przegrał na punkty.
W 2011 przed zaplanowanym starciem z Rickiem Storym, Marquardt poddał się kuracji hormonalnej o której Amerykanin nie poinformował komisji sportowej na czas. Po badaniach okazało się, iż stężenie testosteronu po kuracji było o wiele za duże niż dopuszczalne normy, co zmusiło włodarze UFC do usunięcia go z pojedynku i ostatecznie zwolnienia go z organizacji. Jeszcze w tym samym roku związał się z Brytyjską organizacją BAMMA lecz nie stoczył dla niej ani jednego pojedynku i na początku 2012 został zwolniony z kontraktu.

### Strikeforce
W lutym 2012 związał się ze Strikeforce. 14 lipca tego samego roku zmierzył się o pas mistrzowski Strikeforce wagi półśredniej (-77 kg) z Tyronem Woodleyem. Marquardt znokautował Woodleya w 4. rundzie i został mistrzem. Pas stracił w pierwszej obronie 12 stycznia 2013 na rzecz Belga Tareca Saffiedina. Jak się później okazało gala z 12 stycznia była ostatnią, gdyż po niedługim czasie organizacja została zamknięta, a czołówka zawodników mających ważne kontrakty została przeniesiona do UFC – w tym i Marquardt.

### Powrót do UFC
16 marca 2013 ponownie stanął w oktagonie UFC. W pierwszej walce po powrocie przegrał przez nokaut z Jakem Ellenbergerem. Od 2013 zdołał wygrać tylko jeden pojedynek z czterech stoczonych, przegrywał w słabym stylu m.in. z Hectorem Lombardem oraz ze zwycięzcą The Ultimate Fighter Kelvinem Gastelumem. 19 grudnia 2015 na gali UFC on Fox znokautował C.B. Dollawaya na początku 2. rundy.
3 czerwca 2017 przegrał z Brazylijczykiem Vitorem Belfortem jednogłośnie na punkty.

## Osiągnięcia
- 1999: Shoot Fighting Championship – 1. miejsce
- 1999: mistrz World Vale Tudo Federation w wadze lekkiej
- 1999: mistrz Rumble in the Rockies w wadze lekkiej
- 1999: Bas Rutten Invitational 4 – zwycięstwo w turnieju i mistrzostwo w wadze lekkiej
- 2000: mistrz Ring Of Fire w wadze średniej
- Pancrase
  - 2000: Pancrase Anniversary Show – 1. miejsce w turnieju wagi średniej
  - 2000-2001: mistrz w wadze średniej
  - 2002: Pancrase Spirit Tour – 1. miejsce w turnieju wagi średniej
  - 2002-2003: mistrz w wadze średniej
  - 2004-2005: mistrz w wadze średniej
- 2012-2013: mistrz Strikeforce w wadze półśredniej (-77 kg)